# Highlight
Highlight (hangul: 하이라이트), wcześniej znany jako Beast (hangul: 비스트) – południowokoreański boysband. Grupa składa się z czterech członków: Yoon Doo-joon, Yang Yo-seob, Lee Gi-kwang oraz Son Dong-woon. Oryginalny członek Jang Hyun-seung oficjalnie opuścił grupę w kwietniu 2016 roku, a Yong Jun-hyung – w marcu 2019 roku. W 2016 roku zespół przeniósł się z Cube Entertainment do Around Us Entertainment, a następnie zmienił nazwę na Highlight w 2017 roku.
Jako Beast zadebiutowali 14 października 2009 roku, wydając minialbum Beast Is The B2ST, łącznie wydając trzy koreańskie albumy studyjne, dziewięć minialbumów, dwa japońskie albumy studyjne i wiele singli. Jako Highlight, grupa zadebiutowała 30 marca 2017 roku wraz z minialbumem Can You Feel It?.

## Historia

### 2009–2010:Beast Is The B2STiShock of the New Era
Przed debiutem grupy koreańskie serwisy informowały, że Cube Entertainment planuje utworzyć nową męską grupę znaną jako „B2ST” (skrót od „Boys to Search for Top”, czytane jako „Beast”). Przed debiutem nazwa zespołu została zmieniona na „Beast”, ale we wszystkich materiałach promocyjnych zachowała się oryginalna nazwa. Nazwa fanklubu Beast to „B2UTY”, nawiązuje do baśni Piękna i Bestia.
W październiku 2009 roku odbył się debiutancki showcase Beast w MTV GongGae Hall i wystąpili na żywo w programie Music Bank ze swoim debiutanckim singlem „Bad Girl”. W tym czasie został nakręcony film dokumentalny, zatytułowany MTV B2ST, opowiadający o debiucie grupy. Ukazywał członków podczas kręcenia pierwszego teledysku i interakcję między nimi. 14 października 2009 roku ukazał się debiutancki minialbum Beast Is The B2ST, zawierał pięć utworów. Beast zdobyli swoją pierwszą nagrodę „debiutant miesiąca – grudzień” przyznawaną przez Ministerstwo Kultury, Sportu i Turystyki.
W trzy miesiące po premierze płyta sprzedała się w liczbie ponad 40 tys. egzemplarzy, co było niezwykłym wyczynem dla debiutującej koreańskiej grupy.
W styczniu 2010 roku Beast i ich koleżanki z wytwórni – girlsband 4minute – podpisali umowę z wytwórnią Universal Music Group i rozpoczęli pierwsze międzynarodowe promocje na Tajwanie. Beast zdobyli nagrodę „Best Newcomer Award”, razem z girlsbandami T-ara i After School podczas 19. Seoul Music Awards w lutym 2010 roku.

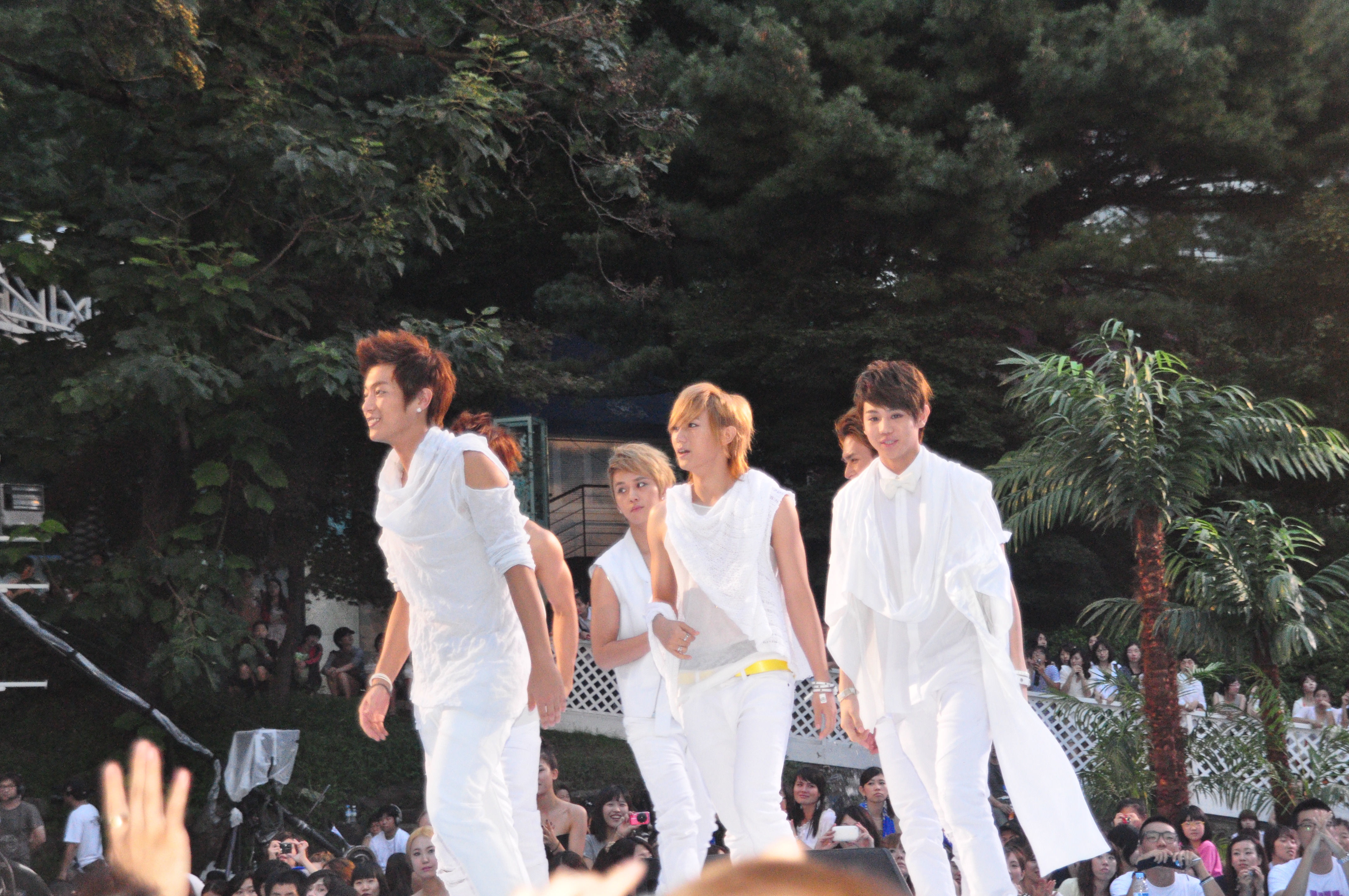
Beast podczas Mnet 20's Choice Awards w sierpniu 2010

Beast wydali swój drugi minialbum Shock of the New Era 1 marca 2010 roku, razem z głównym utworem „Shock”. Piosenka przyniosła grupie pierwsze zwycięstwo w programie M Countdown. Album szybko sprzedał się w liczbie 20 tys. egzemplarzy w Korei i zdobył złotą płytę w Singapurze.
Podczas okresu promującego piosenki „Shock”, grupa wykonała orkiestrową wersję ballady „Against Holding On” (kor. 붙잡고 도 Butjapgo do) grupy Noel i zyskała uznanie za boysband o wybitnych zdolnościach wokalnych. Cyfrowy singel „Easy (Sincere Ver.)”, wersja piosenki „Easy” z Shock of the New Era, został wydany 29 kwietnia 2010 roku. W nowej aranżacji utworu wykorzystano instrumenty smyczkowe i fortepian, w przeciwieństwie do hip-hopowej i elektronicznej wersji oryginalnej.
W sierpniu 2010 roku Beast otrzymali nagrodę Golden Disk Award od Singapuru, Malezji i Tajlandii podczas „2010 Summer CUBE Stars Party” w Seulu. Beast i 4minute zostali także pierwszymi koreańskimi artystami zaproszonymi na pre-opening Singapore Youth Olympics. Grupa otrzymała nagrodę Cool Star Award podczas Mnet 20's Choice Awards w 2010 roku. Amerykański muzyk R&B, Omarion, niespodziewanie pojawił się jako gość na scenie wraz z grupą, gdy otrzymali nagrodę. Omarion wcześniej zaprosił Beast do wspólnego występu po obejrzeniu klipu YouTube z grupą, w którym zaprezentowali taneczny występ do jego piosenki „Ice Box”.

### 2010:Mastermind,Lights Go On AgainiMy Story
17 września 2010 roku Beast wydali piosenkę „Jumeogeul kkwak jwigo” (kor. 주먹을 꽉 쥐고) będący główny single z trzeciego minialbumu Mastermind. Utwór zyskał uwagę publiczności doskonałymi zdolnościami wokalnymi, które zaprezentowali członkowie zespołu. Mastermind został wydany 28 września 2010 roku. 8 października 2010 roku, tydzień po ich comebacku, Beast zajęli pierwsze miejsce w programie Music Bank z główną piosenką z płyty – „Soom” (kor. 숨). Piosenka zdobyła uznanie za oryginalne brzmienie i charakterystyczną choreografię. 23 października 2010 roku Beast byli jednym z laureatów nagrody Asia Influential Artist Award przyznawanej tym, którzy zdobyli najwięcej uwagi w Azji w owym roku.
3 listopada Beast otworzyli przedsprzedaż swojego czwartego minialbumu zatytułowanego Lights Go On Again. Utwory z płyty zajęły 5 najlepszych miejsc na rankingach przebojów Mnetu 8 listopada 2010 roku, z ich głównym utworem „Beautiful” debiutującym na 1. miejscu, podczas gdy pozostałe cztery utwory na albumie zajęły odpowiednio cztery kolejne pozycje. 15 listopada Beast wydali pierwszą część dramatu muzycznego do czwartego minialbumu na ich oficjalnym kanale YouTube. Zdobyła zainteresowanie zarówno fanów, jak i zagranicznych organizatorów i media swoim stylem i koncepcją nadchodzących teledysków.
24 listopada ukazała się pierwsza japońska kompilacja BEAST-JAPAN PREMIUM EDITION-, w jego skład weszły utwory z dwóch koreańskich minialbumów. Uplasował się na 13. miejscu listy Oricon Weekly Album Chart. 27 listopada odbył się pierwszy japoński showcase The Legend of Beast, Vol. 1 w Tokyo Big Sight, w Tokio. Członkowie zespołu zostali przetransportowani na miejsce pokazu helikopterem, gdzie mogli zobaczyć nazwę grupy ułożoną z fanów na powitanie grupy. Beast wykonali 9 hitów, w tym „Bad Girl”, „Shock” i „Soom”. Zapowiedzieli także plany oficjalnego debiutu w Japonii w lutym 2011 roku.
1 grudnia zdobyli nagrodę za jedną z najbardziej fotogenicznych osobistości w 2010 roku podczas 11. Korean Visual Arts Festival, którego prowadzącym i organizatorem było Korea Broadcast Camera Directors Association. 9 grudnia Beast otrzymali nagrodę Yepp Newcomer Award podczas 25. Golden Disk Awards. Według strony internetowej Hanteo w okresie od stycznia do października 2010 roku sprzedano łącznie 107 006 egzemplarzy czterech minialbumów. Dzięki temu Beast byli jedyną debiutancką grupą spośród wszystkich grup, którzy sprzedali w 2010 roku ponad 100 tys. egzemplarzy. Ten wyczyn pokazał rosnącą popularność grup. Pierwszy solowy koncert grupy, Welcome to the Beast Airline, odbył się 12 grudnia w Jamsil Indoor Stadium w Seulu.
23 grudnia ogłoszono plany wydania piosenek wyprodukowanych w duetach przez członków grupy. Wydane utwory to „Thanks to”, hiphopowy utwór Yoseoba i Junhyunga, utwór R&B „Let It Snow” Hyunseunga i Gikwanga, a także ballada „Muni Dathimyeon” (kor. 문이 닫히면) Doojoona i Dongwoona. Utwory zadebiutowały w programie Mnetu M Countdown. Zostały wydane 21 grudnia 2010 roku na pierwszym singlu My Story.

### 2011:Fiction and Facti debiut w Japonii zSO BEAST
Grupa otrzymała nagrodę Bonsang podczas 20. Seoul Music Awards w dniu 20 stycznia 2011 roku, podczas której wykonali swoje hity „Shock” i „Soom”. Beast zajęli również 40. miejsce na liście Forbes Korea Power Celebrity w lutym 2011 roku. Pierwszy japoński singel SHOCK ukazał się 16 marca 2011 roku, zajął 2. miejsce na liście Oricon Weekly Singles Chart. Jednak z powodu trzęsienia ziemi u wybrzeża Tōhoku z 2011 roku wszystkie zaplanowane japońskie promocje singla zostały anulowane.
Pierwszy koreański album studyjny, zatytułowany Fiction and Fact, ukazał się 17 maja 2011 roku. Utwór „On Rainy Days” (kor. 비가 오는 날엔), który został wydany przed premierą płyty, 27 maja zajął pierwsze miejsce programie muzycznym Music Bank zamiast ich szeroko promowanej głównej piosenki – „Fiction”.
Drugi japoński singel BAD GIRL ukazał się 15 czerwca roku, zajął 3. miejsce na liście Oricon Weekly Singles Chart. Pierwszy japoński album studyjny SO BEAST został wydany 10 sierpnia, uplasował się na 3. pozycji listy Oricon Weekly Albums Chart.

### 2012: Światowa trasaBeautiful ShoworazMidnight Sun
4 lutego 2014 roku, koncertem w Seulu, rozpoczęła się światowa trasa koncertowa Beautiful Show; zespół wystąpił w ośmiu z 14 zapowiadanych krajów. Wykonali także utwór „Hateful Person” (kor. 미운사람) do ścieżki dźwiękowej serialu Big.
11 lipca o północy czasu koreańskiego, Beast odbyło się wydarzenie Hangouts on Air na ich stronie Google+ w celu uczczenia 1000 dni od debiutu w 2009 roku. Rozmawiali z fanami z 50 krajów i ujawnili informacje o ich comebacku.
Piąty minialbum Midnight Sun ukazał się 22 lipca 2012 roku. Tego samego dnia miał swoją premierę teledysk do głównego singla „Beautiful Night” (kor. 아름다운 밤이야). 26 lipca o godzinie 23:00 czasu koreańskiego odbył się koncert w Gwanghwamun Plaza przed publicznością liczącą 4000 osób, w celu promowania piątego minialbumu Midnight Sun, a występ był transmitowany w programie muzycznym Inkigayo. 16 sierpnia Beast wygrali potrójną koronę w programie M Countdown z piosenką „Beautiful Night”, która zwyciężyła w programie przez trzy kolejne tygodnie.
17 października roku ukazał się trzeci japoński singel Midnight -Hoshi o kazoeru yoru- (jap. Midnight-星を数える夜-).

### 2013–2014:Hard to Love, How to Love,Good LuckiTIME
29 maja 2013 roku ukazał się singel cyfrowy „Gwaenchanhgessni” (kor. 괜찮겠니) – ballada autorstwa Yong Jun-hyunga.
11 lipca Cube Entertainment ujawniło nazwę albumu – Hard to Love, How to Love, oraz datę jego premiery – 19 lipca, za pośrednictwem konta na Twitterze. 12 lipca wytwórnia ujawniła promocyjny utwór z albumu, zatytułowany „Shadow” (kor. Shadow (그림자) Shadow (Geurimja)) oraz zdjęcie promocyjne. 15 lipca ukazała się lista utworów z płyty, złożona z ośmiu piosenek. Następnego dnia na oficjalnym koncie YouTube grupy ukazała się zapowiedź teledysku do „Shadow”, a jego pełna wersja została wydana 18 lipca. Drugi album studyjny ukazał się 19 lipca. 30 października album został wydany w Japonii.
18 grudnia 2013 roku ukazał się czwarty japoński singel Sad Movie/Christmas Carol no koro ni wa (jap. Sad Movie/クリスマスキャロルの頃には). Kolejny japoński singel, pt. ADRENALINE, ukazał się 28 maja 2014 roku.
16 czerwca 2014 roku ukazał się szósty minialbum Good Luck, z głównym singlem o tym samym tytule. 17 września minialbum został wydany w Japonii.
5 października Beast zapowiedzieli kolejne wydawnictwo zatytułowane TIME w filmowym zwiastunie opublikowanym na YouTube; siódmy koreański minialbum został wydany 20 października, wraz z singlem 12si 30bun (kor. 12시 30분). 17 grudnia minialbum został wydany w Japonii. Szósty japoński singel pt. Kimi wa dō? (jap. キミはどう?) ukazał się 14 listopada.

### 2015–2016:Ordinary,GUESS WHO?, odejście Hyunseunga iHighlight
Japoński singel CAN’T WAIT TO LOVE YOU ukazał się 29 maja 2015 roku, uplasował się na 10. pozycji listy Oricon Weekly Singles Chart.
27 lipca 2015 roku ukazał się ósmy koreański minialbum, zatytułowany Ordinary. Głównym singlem z płyty był „YeY” (kor. 예이 (YeY)). 28 października minialbum został wydany w Japonii. 27 listopada ukazał się kolejny japoński singel – Saigo no hitokoto (jap. 最後の一言); uplasował się na 4. pozycji listy Oricon Weekly Singles Chart. 9 marca 2016 roku ukazał się drugi japoński album studyjny Beast pt. GUESS WHO?, uplasował się na 2. pozycji listy Oricon Weekly Album Chart. 20 lipca ukazały się dwa single zatytułowane DAY i NIGHT.
19 kwietnia 2016 roku Cube Entertainment wydało oświadczenie potwierdzające odejście Hyunseunga z grupy. Zespół kontynuował działalność w pięcioosobowym składzie, a Hyunseung rozpoczął karierę pod wytwórnią Cube Entertainment jako solowy artysta. Przyczyną jego odejścia były różnice w stylu muzycznym między nim a pozostałymi członkami zespołu.
21 czerwca Beast zapowiedzieli nadchodzącą premierę trzeciego albumu studyjnego – Highlight. Album ukazał się 3 lipca z wydaną wcześniej piosenką „Butterfly” (26 czerwca) i głównym singlem „Ribbon” (kor. 리본 (Ribbon)).
15 grudnia 2016 roku Beast oficjalnie ogłosili wprowadzenie na rynek swojej nowej wytwórni Around Us Entertainment, w następstwie opuszczenia wytwórni wraz z wygaśnięciem kontraktu z Cube Entertainment. Ponieważ nazwa Beast jest znakiem towarowym firmy Cube, grupa nie mogła używać legalnie tej nazwy.
19 grudnia Beast zapowiedzieli specjalne spotkanie z fanami „777 Party”, które odbyło się w Jangchung Arena 31 grudnia 2016 roku. Było to pierwsze wydarzenie po przejściu pod ich nową wytwórnię.

### 2017–2020: Przekształcenie w Highlight,Can You Feel It?,Calling You,CelebrateiOutro
24 lutego 2017 roku firma Around Us Entertainment ogłosiła, że grupa będzie kontynuować działalność pod nową nazwą „Highlight”.
2 marca zostało zapowiedziane, że Highlight zadebiutują oficjalnie 20 marca 2017 roku z minialbumem Can You Feel It?. Głównym singlem z płyty był „Plz don't be sad” (kor. 얼굴 찌푸리지 말아요). 9 kwietnia grupa zapowiedziała pierwszą serię koncertów jako Highlight, a także wydanie 29 maja repackaged album pt. Calling You. Koncerty HIGHLIGHT LIVE 2017 „CAN YOU FEEL IT?” odbyły się od 2 do 4 czerwca.
16 października Highlight wydali drugi minialbum Celebrate świętujący ósmą rocznicę od debiutu.
24 sierpnia 2018 roku Doojoon rozpoczął służbę wojskową.
Trzeci minialbum, zatytułowany Outro, ukazał się 20 listopada i był promowany przez pozostałych czterech członków.
24 stycznia 2019 roku Yoseob rozpoczął służbę wojskową.
13 marca 2019 roku Junhyung poinformował o odejściu z Highlight po tym, jak przyznał się do oglądania nielegalnych nagrań przesłanych do niego przez piosenkarza Jung Joon-younga, który jest przedmiotem dochodzenia.
18 kwietnia 2019 roku Gikwang rozpoczął służbę wojskową, a 9 maja – Dongwoon. W 2020 roku piosenkarze zakończyli służbę wojskową: Doojoon – 10 kwietnia, Yoseob – 30 sierpnia, Gikwang – 17 listopada, Dongwoon – 7 grudnia.

### Od 2021:The Blowing
3 maja 2021 roku Highlight powrócili po raz pierwszy jako czteroosobowa grupa, wydając minialbum The Blowing.

## Członkowie

### Obecni
| Imię          | Imię   | Data urodzenia       |
| Latynizacja   | Hangul | Data urodzenia       |
| ------------- | ------ | -------------------- |
| Yoon Doo-joon | 윤두준 | 4 lipca 1989(dts)    |
| Yang Yo-seob  | 양요섭 | 5 stycznia 1990(dts) |
| Lee Gi-kwang  | 이기광 | 30 marca 1990(dts)   |
| Son Dong-woon | 손동운 | 6 czerwca 1991(dts)  |

### Byli
| Imię            | Imię   | Data urodzenia       |
| Latynizacja     | Hangul | Data urodzenia       |
| --------------- | ------ | -------------------- |
| Jang Hyun-seung | 장현승 | 3 września 1989(dts) |
| Yong Jun-hyung  | 용준형 | 19 grudnia 1989(dts) |

## Dyskografia
| Albumy studyjne - Fiction and Fact (2011) - Hard to Love, How to Love (2013) - HIGHLIGHT (2016) - Daydream (2022) Minialbumy - Beast Is The B2ST (2009) - Shock of the New Era (2010) - Mastermind (2010) - Lights Go On Again (2010) - My Story (2010; cyfrowy) - Midnight Sun (2012) - Good Luck (2014) - TIME (2014) - ORDINARY (2015) - Can You Feel It? (2017) - Calling You (2017) - Celebrate (2017) - Outro (2018) - The Blowing (2021) | Albumy studyjne - SO BEAST (2011) - GUESS WHO? (2016) Single - SHOCK (2011) - BAD GIRL (2011) - Midnight -Hoshi o kazoeru yoru- (jap. Midnight-星を数える夜-) (2012) - Sad Movie/Christmas Carol no koro ni wa (jap. Sad Movie/クリスマスキャロルの頃には) (2013) - ADRENALINE (2014) - Kimi wa dō? (jap. キミはどう?) (2014) - Can't Wait To Love You (2015) - Saigo no hitokoto (jap. 最後の一言) (2015) - DAY (2016) - NIGHT (2016) |